# Hoffmannia nesiota
Hoffmannia nesiota är en måreväxtart som beskrevs av John Donnell Smith. Hoffmannia nesiota ingår i släktet Hoffmannia och familjen måreväxter. Inga underarter finns listade i Catalogue of Life.